# Asger

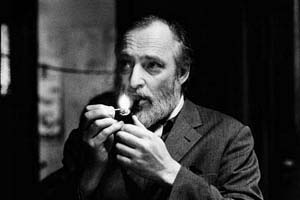
Asger Jorn, 1963.

Asger är ett företrädesvis danskt mansnamn.

## Namnbärare
- Asger Baunsbak-Jensen, dansk präst, författare och politiker
- Asger Hamerik, dansk tonsättare
- Asger Jorn, dansk konstnär
- Asger Karstensen, dansk politiker
- Asger Ostenfeld, dansk ingenjör
- Asger Stadfeldt, dansk läkare och professor